# Embrun, Hautes-Alpes
Embrun (Latin: Ebrodunum, Ebrudunum, và Eburodunum) là một xã của tỉnh Hautes-Alpes, thuộc vùng Provence-Alpes-Côte d'Azur, đông nam nước Pháp.